# Ашхадар
Ашхадар (Шидар) — царь Великой Армении из династии Аршакидов в 110—113 гг., сын парфянского царя Бакура II. Стал царём с разрешения римского императора Траяна. Преемник Бакура II Хосров низложил Ашхадара и вместо него поставил Партамасира. После этой дерзости римский император Траян аннулировал Рандейский договор 64 года и начал войну против парфян. В результате войны Партамасир был свергнут, и Армения временно стала римской провинцией.